# Май-Гатка (аэропорт)
Советская Гавань — Май-Гатка — региональный аэропорт города Советская Гавань, Хабаровский край. Расположен приблизительно в 15 км от города (по прямой) западнее. Бывший военный аэродром Морской авиации, обустроен по стандартам МО — обвалованые стоянки (капониры), рассчитаны на размещение до полка Ту-22М.

## Данные аэродрома
ИВПП 27/09, Класс Б, Размеры 3000 x 48, Максимальный взлетный вес ВС 190;
PCN 32/R/B/X/T; Магн. курс посадки 265/85; Покрытие ВПП — бетон (плиты ПАГ-14)
Принимаемые воздушные суда: Ан-12, Ан-24, Ил-76, Ту-134, Ту-154, Як-40 и др. типы ВС 3,4 кл., вертолеты всех типов.

## История
Аэродром построен в 40-х годах 20 века. Об использовании аэродрома в военные годы достоверных данных нет.
В декабре 1947 года здесь закончил свой боевой путь 56-й отдельный штурмовой Сахалинский авиационный полк в/ч 90702 на самолётах Ил-2. Полк был сформирован на АС Знаменское в 1945 году и принимал активное участие в советско-японской войне. 25 декабря 1946 года, на основании приказа ГК ВМС от 12.12.1946 года полк передан в состав 7-го ВМФ и перебазирован на аэр. Май-Гатка. Ровно через год, 15 декабря 1947 года полк расформирован (в связи с ликвидацией штурмовой авиации в составе ВМФ).
В декабре 1945 года, на базе знаменитой 35-й ОДБАЭ (которая была сформирована в Приморье для изучения и перегонки в Москву американских бомбардировщиков Б-29) сформирован 64-й дальнебомбардировочный полк ВВС ВМФ (в/ч 09694). На вооружении полка были самолёты Ил-4, Пе-2 и сразу по формированию стали поступать новейшие на тот момент Ту-2. В 1948 году полк передислоцирован с аэродрома Унаши на аэродром Май-Гатка и стал называться 570-м отдельным минно-торпедным полком.
1 июля 1951 года на аэродроме сформирована 949-я отдельная разведывательная авиационная эскадрилья, по штату № 98/101, на вооружении которой были Ла-11Р, Як-18 и УТИ Ла-11. Эскадрилья проработала два года, после чего была передислоцирована на аэродром Знаменское и расформирована (приказ Командующего СТОФ № 001 от 06.05.1953 года). За столь непродолжительное время существования части произошло тяжёлое авиационное происшествие — погиб командир ОРАЭ подполковник Потёмкин.
В соответствии с Приказом МО СССР № 0054 от 23.04.1953 г. и Директивой ГК ВМС № 2/56288 от 25.04.1953 г., 570-й ОМТАП, содержащийся по штату № 98/15, из ВВС 7-го ВМФ был включен в состав 692-й МТАД (бывш. 16-й САД) 105-го АК ВМС (Приказ Командующего СТОФ № 001 от 06.05. 1953 г.), и передислоцирован на аэродром Каменный Ручей. Переформирование тихоокеанских 15-й и 16-й смешанных авиадивизий проводилось с целью разделения по специализации — 15-я стала чисто истребительной, а 16-я бомбардировочной (минно-торпедной).
В дальнейшем (с 1954 года?) на аэродроме находилась 257-я отдельная эскадрилья буксировщиков мишеней Ил-28, которые возили конуса для стрельб как авиации, так и кораблям Совгаванской ВМБ. Эскадрилья расформирована в 1960 году.
В начале 80-х годов на аэродроме была построена бетонная ВПП и капониры для самолётов Ту-22М, так как этот аэродром числился оперативным и запасным для машин 143 МТАД с Каменного Ручья. Также на аэродроме находилась база резервного хранения аэродромной техники.
В 1989 году на аэродроме была сформирована единственная на тот момент в авиации ВМФ спасательная авиационная часть — 355-я отдельная смешанная авиационная эскадрилья (поисково-спасательная) в/ч 60053, на вертолётах Ми-14ПС, самолётах Ан-12ПС и Ан-26. В дальнейшем 355-я ОСАЭ переведена на Каменный Ручей, сокращена до отдельного авиационного отряда (изъяты самолёты Ан-12ПС) и затем в 1999 году расформирована. Техника и люди перешли в 310-й ОПЛАП, а через три года — в 568-й ОГСАП, в виде спасательного вертолётного отряда.
В 80-х годах было принято решение об окончательном закрытии городского аэродрома «Знаменское» с грунтовой ВПП и переводе аэропорта города Советская Гавань в более приспособленное место. И хотя более прилично выглядел в этом плане «Каменный Ручей», но по каким-то причинам (или вечной советской секретности) на аэродроме Май-Гатка было построено здание аэровокзала и заасфальтирована дорога от трассы Совгавань-Монгохто до Май-Гатки. Перед развалом СССР в аэропорт ежедневно выполнялись 5 рейсов из Хабаровска и один из Владивостока на самолётах Ан-24. В качестве перрона использовалась одна из стоянок Ту-22М. В дальнейшем регулярное авиасообщение было прекращено и аэропорт работал эпизодически. Несколько раз ставился вопрос о его закрытии ввиду отсутствия средств.

## Показатели деятельности
| год        | 2014 | 2015 | 2016 | 2017 |
| пассажиров | 5088 | 3918 | 3985 | 3953 |
| Источники: |      |      |      |      |

## Авиационная техника
В разное время на аэродроме базировались следующие типы летательных аппаратов:
В послевоенные годы
В современной России

## Аварии и катастрофы
13 июня 1950 г. из-за ошибки при посадке на базовом аэродроме разбился самолёт Ту-2. Самолёт выкатился за пределы взлётно-посадочной полосы и получил значительные повреждения. Погиб ВСР Александр Федорович Ильюшин. Летчик Владимир Степанович Сизин и штурман Станислав Алексеевич Стрижаков получили ранения различной степени тяжести
18 августа 1950 г., днем, потерпел катастрофу самолет Ту-2, пилотируемый летчиком лейтенантом Виктором Николаевичем Заболотцким, со штурманом лейтенантом Владимиром Лукяновым и стрелком-радистом сержантом Евгением Константиновичем Скляром. Экипаж, в составе звена, выполнил торпедометание по кораблю-цели на траверзе м. Тык, после чего продолжил полет на свой аэродром. На подходе к побережью самолет вошел в облака и спустя несколько минут столкнулся с сопкой Советская (Императорская) хребта Доко на высоте 520 м. Самолет разрушился и сгорел. Штурман В. Лукьянов был выброшен из кабины в момент столкновения и остался жив. Остальные члены экипажа погибли.
16 декабря 1952 года самолёт Ту-2 упал в черте п. Майский Советско-Гаванского района из-за пожара на борту. Экипаж покинул аварийную машину на недопустимо малой высоте и разбился (по словам очевидцев: «молоденький парнишка лежал со спутанным парашютом, не долетев несколько метров до большого стога сена» — из статьи в газете «Моё побережье»)
Погибший экипаж — лётчик ст. л-т В. Е. Грушевич, штурман ст. л-т Ю. П. Сутянгин и воздушный стрелок-радист сержант А. В. Бородкин.
В 2011 году (уточнить) погибшему экипажу поставлен памятник в п. Майский, с отданием воинских почестей.
Июнь 1953 года — катастрофа Ла-11Р. Погиб командир 949-й ОРАЭ ВВС ТОФ подполковник Потёмкин А. И. Днём, в СМУ, выполнялся облёт самолёта после ремонта. В условиях низкой облачности самолёт столкнулся с безымянной сопкой высотой 200 метров на левом берегу р. Большая Хадя (2 км на юго-восток от д. Чипали — базы отдыха Северного судоремонтного завода), разрушился и сгорел. В октябре 2010 года прах лётчика был перенесён с заброшенного кладбища возле бывшего гарнизона Май-Гатка на кладбище г. Советская Гавань, с отданием воинских почестей. На месте падения самолёта установлена памятная табличка.

## В настоящее время
ВПП аэродрома числится за Морской авиацией ТОФ, аэропорт периодически работает, принимая чартерные рейсы. Также необходимо отметить, что всевозможные прилетающие комиссии, начальники всех уровней, как местные, так и московские, а также перелетающие транспортные самолёты и вертолёты различной ведомственной принадлежности предпочитают не данный аэропорт, а военный аэродром Каменный ручей.
Вблизи аэродрома находятся остатки каменных зданий спасательной эскадрильи, а также кладбище. От деревянных строений 570-го полка практически ничего не осталось.
По состоянию на март 2015 года работа аэропорта возобновлена: аэропорт обслуживает рейсы в Хабаровск три раза в неделю, авиакомпании Хабаровские авиалинии. Пассажирские перевозки осуществляются самолетами Let 410.